# Elektrokemisk gradient
I cellebiologien er en elektrokemisk gradient en rumlig forskel i både elektrisk potential og kemisk koncentration på hver sin side af en membran. Begge skyldes i de fleste tilfælde iongradienter og særligt protongradienter, og resultatet bliver ofte en slags potentiel energi, der kan bruges til at udføre arbejde i cellen. Dette kan beregnes som en termodynamisk faktor, der kaldes elektrokemisk potential, og som forener en opfattelse med fokus på energi opbevaret i form af et kemisk potential, der forklarer en ions koncentrationsgradient på tværs af en cellemembran, og et fokus på elektrisk ladning, der forklarer en ions tendens til at flytte sig i forhold til membranens potential.

## Oversigt
Elektrokemisk potential er vigtigt i elektroanalytisk kemi og i forbindelse med industrielle anvendelser som f.eks. batterier og brændselsceller. Det repræsenterer én af mange skiftende former for potentiel energi, som energien kan findes opbevaret i.
I biologiske processer bestemmes en ions bevægelsesretning ved diffusion eller aktiv transport gennem en membran af den elektrokemiske gradient. Hos mitokondrier og grønkorn bruges protongradienter til at skabe et kemiosmotisk potential, der også kaldes protonens bevægelseskraft. Denne potentielle energi bliver brugt til syntese af ATP ved oxidativ fosforylering.
En elektrokemisk gradient har to komponenter. For det første en elektrisk komponent, der skyldes ladningsforskellen gennem lipidmembranen. For det andet en kemisk komponent, der skyldes en forskel i koncentrationen af ioner på tværs af membranen. Kombinationen af disse to faktorer bestemmer den termodynamisk set gunstigste retning for en ions bevægelse gennem en membran.

## Anvendelser af udtrykketelektrokemisk gradient

### Kemi
Udtrykket bliver typisk brugt i sammenhænge, hvor der vil foregå en kemisk proces, som f.eks. en elektronoverførsel ved en batterielektrode. I et batteri afbalanceres et elektrokemisk potential, der skyldes ionernes bevægelser, med elektrodernes reaktionsenergi. Den højeste spænding (målt i volt), som en batteriproces kan skabe, kaldes nu og da for det standardiserede elektrokemiske potential for vedkommende proces (se også elektrodepotential og tabel over standardelektrodepotentialer).

### Biologi
Inden for biologien bruges udtrykket af og til i sammenhæng med en kemisk proces og i særdeleshed for at beskrive energikilden bag den kemiske syntese af ATP. Men sædvanligvis bruges det for at betegne opløste stoffers tendens til at diffundere gennem en cellemembran, en proces, der ikke indebærer nogen kemisk forandring.

## Iongradienter
Når man ser på celler, organeller eller andre komponenter i cellen, afgøres et elektrisk ladet, opløst stofs (f.eks. en kaliumions) tendens til at bevæge sig gennem en membran af forskellen i dens elektrokemiske potential på hver side af membranen, hvad der igen bestemmes af tre faktorer:
- forskellen i koncentration af det opløste stof på hver sin side af membranen
- det opløste molekyles ladning eller "valens"
- forskellen i elektrisk spænding mellem de to sider af membranen (dvs. det transmembrane potential).

Et opløst stofs elektrokemiske spændingsforskel er nul ved dets "omvendingspotential", dvs. den spændingsforskel mellem de to sider af membranen, hvor det opløste stofs nettobevægelse også er nul.
ATPaser (ATP-enzymer) i membranen eller membranproteiner med indbygget ATPase bruges ofte til at skabe og bruge iongradienter. Enzymet Na+/K+ ATPase bruger ATP til at skabe et natriumbaseret, elektrokemisk potential og et kaliumpotetiale. De elektrokemiske potentialer bruges som energioplagring. Kemisk-osmotisk kobling er én af flere måder, hvor en termodynamisk ugunstig proces kan gennemføres ved hjælp af en termodynamisk gunstig proces. Tranport af ioner ved hjælp af symporter- og antiporter-bærere bruges i mange tilfælde for at flytte ioner aktivt gennem biologiske membraner.

### Symportere
En symporter er et membran-protein i en celle, som hjælper til med at transportere en eller flere ioner eller molekyler gennem en fosfolipidmembran. Transporten foregår kun i én retning i modsætning til for eksempel antiportere, som kan hjælpe molekyler begge veje.

### Antiportere
Antiportere er membranproteiner, som hjælper til med at transportere en eller flere ioner eller molekyler gennem en fosfolipidmembran, men transporten foregår i begge retninger, hvilket adskiller antiportere fra symportere.

## Protongradienter
En protongradient kan bruges som en midlertidig energioplagring, før energien udlades som varmeudvikling eller flagelrotation. Desuden er den en ombyttelig energiform i aktiv transport, skabelse af elektronpotential, NADPHsyntese og ATPsyntese, henholdsvis -hydrolyse.
Forskellen i elektrokemisk potential mellem de to sider af membraner hos mitokondrier, grønkorn, bakterier og andre membranafgrænsede enheder, som anvender protonpumper , kaldes nu og da for kemisk-osmotisk potentiale eller protonens bevægelseskraft (se kemiosmose). I den sammenhæng betragtes protonerne ofte særskilt og bliver målt enten som koncentration eller pH.

### Protonens bevægelseskraft
To protoner udstødes fra hvert koblingssted og det skaber protonens bevægelseskraft (”proton motive force” (PMF)). ATP skabes indirekte ved at bruge PMF som energikilde. Hvert par af protoner giver et molekyle ATP.
Nogle arker, deriblandt især halobakterier, skaber protongradienter ved at pumpe protoner ind fra omgivelserne under anvendelse af det sollysdrevne enzym bakterierhodopsin. De bruges her som drivkraft for det enzymet ATP-syntase, der syntetiserer ATP.
F1FO ATPsyntase er et ”reversibelt” enzym. Hvis der findes en tilstrækkelig koncentration af ATP, skaber enzymet en protongradient. Dette bruges af gæringsbakterier – der ikke har nogen elektrontransportkæde, og som hydrolyserer ATP for at skabe protongradienten, der senere bruges som energi til flagellerne og ved transport af næringsstoffer ind i cellen.
Hos de aërobe bakterier løber ATPsyntase normalt i den modsatte retning og skaber ATP med anvendelse af PMF fra elektrontransportkæden som energikilde. Denne metode til skabelse af energi benævnes oxidativ fosforylering. Den samme proces foregår i mitokondrierne, hvor ATPsyntase er placeret i den indre membran, sådan at F1-delen vender ind mod mitokondriets matrix, hvor ATPsyntesen foregår.